# Александър Опарин
Александър Иванович Опарин (1894 – 1980) е руски съветски биолог и биохимик, автор на световно призната теория за абиотичен произход на живота.

## Биография
Роден е в търговско семейство в град Углич, Ярославска губерния (днес в Ярославска област) през 1894 г. Завършва естественото отделение на Физико-математическия факултет на Московския университет (МГУ) през 1917 г.
Чете лекции в МГУ от 1925 г., става там професор по биохимия през 1927 г. В периода 1930 – 1931 г. е професор в катедрата по техническа биохимия на Московския химико-технологичен институт (днес Руски химико-технологичен университет „Д. И. Менделеев“) и в катедрата по техническа биохимия на Московския институт по технология на зърното и брашното.
Вече световноизвестен учен, без защита на дисертация, му е присъдено научното звание доктор на биологичните науки през 1934 г. Опарин е ръководител (1942 – 1960) на катедрата по биохимия на растенията в МГУ, там чете курсове лекции по обща и техническа биохимия, спецкурсове по ензимология и по произхода на живота.
Съосновател е, заедно с биохимика Алексей Бах, на Биохимическия институт на АН СССР (1935). Първият му директор е академик А. Бах до смъртта си (1946), а неговият заместник Опарин го наследява като директор. От основаването на института Опарин е ръководител на Лабораторията по ензимология, по-късно преобразувана в Лаборатория по еволюционна биохимия и субклетъчни структури.
Увлечен от еволюционната теория на Чарлз Дарвин, Александър Опарин се стреми да обясни произхода на живота посредством химични и физически процеси. През 1924 г. лансира теория за зараждането на живота на Земята чрез постепенна химична еволюция на въглеродни молекули в първичен бульон. Според него животът се заражда случайно, след като прости органични съединения еволюират в самозараждащи се сложни съединения (коацерватна капка). Хипотезата му първоначално среща сериозна съпротива, но с течение на времето получава подкрепа и е призната като основателна теория от научната общност в света.
Член-кореспондент (1939) и академик (1946) на Академията на науките на СССР. През 1948 -1955 е академик-секретар на Отделението за биологични науки на АН СССР. През този период поддържа лъже-научните теории на Лисенко 
Чуждестранен член на БАН (1952), член на Германската академия на науките „Леополдина“ (1956), член-кореспондент (1966) и академик (1969) на Академията на науките на ГДР.
Лауреат е на премията „Калинга“ на ЮНЕСКО за популяризиране на науката, на Ленинска премия, на почетното звание „Герой на социалистическия труд“ на СССР (1969), на ордените „Ленин“ (5 пъти), „Червено знаме на труда“, „Отечествена война“ и на медали.
Умира в Москва през 1980 г. Погребан е в Новодевическото гробище в Москва.